# Lo Camp (Erinyà)
Lo Camp és un paratge format per camps de conreu del terme municipal de Conca de Dalt, a l'antic terme de Toralla i Serradell, al Pallars Jussà, en territori que havia estat del poble d'Erinyà.
Està situat al nord-est d'Erinyà, a ran de poble. La Pista de Serradell hi fa tota la volta per tal de guanyar alçada i adreçar-se a Serradell. Al seu nord hi ha la partida del Cap del Camp.